# Condado de Warren (Geórgia)
O Condado de Warren é um dos 159 condados do Estado americano de Geórgia. A sede do condado é Warrenton, e sua maior cidade é Warrenton. O condado possui uma área de 743 km², uma população de 6 336 habitantes, e uma densidade populacional de 4 hab/km² (segundo o censo nacional de 2000). O condado foi fundado em 19 de dezembro de 1823.